# Châteaufort
|  | Per a altres significats, vegeu «Châteaufort (Alps de l'Alta Provença)». |

Châteaufort és un municipi francès al departament d'Yvelines (regió d'Illa de França). L'any 2007 tenia 1.405 habitants.
Forma part del cantó de Maurepas i del districte de Versalles. I des del 2002 de la Comunitat d'aglomeració Versailles Grand Parc.

## Demografia

### Població
El 2007 la població de fet de Châteaufort era de 1.405 persones. Hi havia 498 famílies, de les quals 104 eren unipersonals (56 homes vivint sols i 48 dones vivint soles), 113 parelles sense fills, 237 parelles amb fills i 44 famílies monoparentals amb fills.
La població ha evolucionat segons el següent gràfic:

### Habitatges
El 2007 hi havia 539 habitatges, 501 eren l'habitatge principal de la família, 7 eren segones residències i 31 estaven desocupats. 456 eren cases i 79 eren apartaments. Dels 501 habitatges principals, 425 estaven ocupats pels seus propietaris, 61 estaven llogats i ocupats pels llogaters i 15 estaven cedits a títol gratuït; 12 tenien una cambra, 33 en tenien dues, 63 en tenien tres, 56 en tenien quatre i 337 en tenien cinc o més. 368 habitatges disposaven pel capbaix d'una plaça de pàrquing. A 168 habitatges hi havia un automòbil i a 305 n'hi havia dos o més.

### Piràmide de població
La piràmide de població per edats i sexe el 2009 era:
| Homes | Edats   | Dones |
| ----- | ------- | ----- |
| 0     | 95 o +  | 0     |
| 0     | 90 a 94 | 4     |
| 4     | 85 a 89 | 0     |
| 4     | 80 a 84 | 8     |
| 12    | 75 a 79 | 12    |
| 8     | 70 a 74 | 20    |
| 28    | 65 a 69 | 20    |
| 36    | 60 a 64 | 24    |
| 20    | 55 a 59 | 20    |
| 68    | 50 a 54 | 48    |
| 92    | 45 a 49 | 96    |
| 68    | 40 a 44 | 56    |
| 64    | 35 a 39 | 80    |
| 20    | 30 a 34 | 28    |
| 24    | 25 a 29 | 8     |
| 28    | 20 a 24 | 36    |
| 48    | 15 a 19 | 68    |
| 101   | 10 a 14 | 68    |
| 64    | 5 a 9   | 84    |
| 24    | 0 a 4   | 52    |

## Economia
El 2007 la població en edat de treballar era de 977 persones, 725 eren actives i 252 eren inactives. De les 725 persones actives 684 estaven ocupades (368 homes i 316 dones) i 41 estaven aturades (26 homes i 15 dones). De les 252 persones inactives 59 estaven jubilades, 141 estaven estudiant i 52 estaven classificades com a «altres inactius».

### Ingressos
El 2009 a Châteaufort hi havia 489 unitats fiscals que integraven 1.433,5 persones, la mediana anual d'ingressos fiscals per persona era de 33.585 €.

### Activitats econòmiques
Dels 115 establiments que hi havia el 2007, 1 era d'una empresa alimentària, 8 d'empreses de fabricació de material elèctric, 1 d'una empresa de fabricació d'elements pel transport, 9 d'empreses de fabricació d'altres productes industrials, 10 d'empreses de construcció, 15 d'empreses de comerç i reparació d'automòbils, 5 d'empreses de transport, 8 d'empreses d'hostatgeria i restauració, 8 d'empreses d'informació i comunicació, 3 d'empreses financeres, 8 d'empreses immobiliàries, 21 d'empreses de serveis, 12 d'entitats de l'administració pública i 6 d'empreses classificades com a «altres activitats de serveis».
Dels 24 establiments de servei als particulars que hi havia el 2009, 1 era una oficina bancària, 3 tallers de reparació d'automòbils i de material agrícola, 4 autoescoles, 2 guixaires pintors, 1 lampisteria, 3 electricistes, 1 perruqueria, 5 restaurants i 4 agències immobiliàries.
Dels 2 establiments comercials que hi havia el 2009, 1 era una botiga de menys de 120 m² i 1 una perfumeria.
L'any 2000 a Châteaufort hi havia 3 explotacions agrícoles.

## Equipaments sanitaris i escolars
El 2009 hi havia 1 escola maternal i 1 escola elemental.

## Poblacions més properes
El següent diagrama mostra les poblacions més properes.